# Škrle
Škrle (německy Skyrl) je malá vesnice, část obce Bílence v Ústeckém kraji v okrese Chomutov. Leží v mírně zvlněné krajině krajině Mostecké pánve asi devět kilometrů jihovýchodně od Chomutova a dva kilometry od Bílenců.
Většinu své historie patřila oseckému klášteru, který v ní měl správní centrum zdejšího statku, ke kterému patřily další vesnice v okolí. Hlavním hospodářským odvětvím ve vsi bylo vždy zemědělství, pouze v devatenáctém století se tu těžilo drobné ložisko železné rudy a koncem první světové války byl na krátkou dobu otevřen malý hnědouhelný důl.

## Název
Název vesnice je odvozen ze spojení ves škrlů (lakomců). V historických pramenech se jméno vesnice vyskytuje ve tvarech: de Zbirlo, Skirla (1341), in Skrla (1355), Skril (1369), Skryl (1384), Škrle (1454), Skirl (1492), Sskyrl (1520), Sskell (1525), Schkierl nebo Sskirl (1558), Sskrle (1575), Škrly (1620), Skyrel (1654) nebo Stril (1720).

## Historie
Pravěké osídlení krajiny v okolí vesnice dokládají nálezy získané na polích v sedmdesátých letech devatenáctého století, které byly datovány do doby kamenné a doby bronzové.

### Středověk
Doba vzniku vesnice je nejasná. Krajina v jejím okolí ve dvanáctém století patřila rodu Hrabišiců a vesnice snad už roku 1207 patřila k majetku oseckého kláštera. První písemná zmínka o vsi pochází z roku 1295 a nachází se v přídomku ve tvaru de Zbirlo. Zdena Binterová a Rudolf Anděl uvádějí první zmínku až v roce 1341. Vesnice se nacházela na křižovatce důležitých obchodních cest z Prahy do Chomutova a z Mostu do Žatce. V roce 1341 povolil král Jan Lucemburský opatovi kláštera povýšení městečka, ve kterém stál farní kostel, na město. Nové město získalo právo konat každé úterý veřejný trh, měšťané směli provozovat řemesla a opevnit sídlo příkopy, věžemi, palisádou nebo jakýmkoliv jiným způsobem. Vzhledem k blízkosti starších a velkých měst, kterými byly Louny, Žatec, Most a Chomutov, a snad i kvůli husitským válkám se Škrle skutečným městem nikdy nestala.
Císař Zikmund Lucemburský roku 1436 ves se dvorem a dalšími vesnicemi zastavil Hanuši Henigarovi. Je možné, že už v té době ve Škrli stávala tvrz. Henigárovým potomkům Škrle patřila až do konce patnáctého století. Roku 1525 se vrátila do majetku oseckých cisterciáků, kteří ji vlastnili až do poloviny devatenáctého století. Ke klášternímu statku, jehož správním centrem Škrle byla, patřily vesnice Vysočany, Lažany, Hošnice, Bylany, Zálezly a Vtelno. Roku 1564 se u vsi vybíralo clo. Jedinou výjimkou z klášterního držení bylo krátké období v letech 1620–1621, kdy vesnice patřila Bohuslavu z Michalovic a ve kterém je, při konfiskaci majetku za účast na stavovském povstání, poprvé doložena tvrz.

### Po třicetileté válce
Během třicetileté války tvrz zanikla, ale samotná vesnice příliš neutrpěla. Podle berní ruly z roku 1654 v ní žilo pět sedláků a jedenáct chalupníků. Sedlákům patřilo celkem 23 potahů, patnáct krav, devatenáct jalovic, devadesát ovcí, 46 prasat a jedenáct koz. Chudší chalupníci měli jen šest potahů a chovali dohromady dvacet krav, sedmnáct jalovic, dvě ovce, dvacet prasat a sedm koz. Na polích se pěstovalo žito. Ve vsi stál mlýn se třemi koly a pěchovadlem na kroupy, který roku 1696 od kláštera koupil Johann Reichelt. Pohon mlýnských kol zajišťovala voda přiváděná náhonem z Chomutovky.

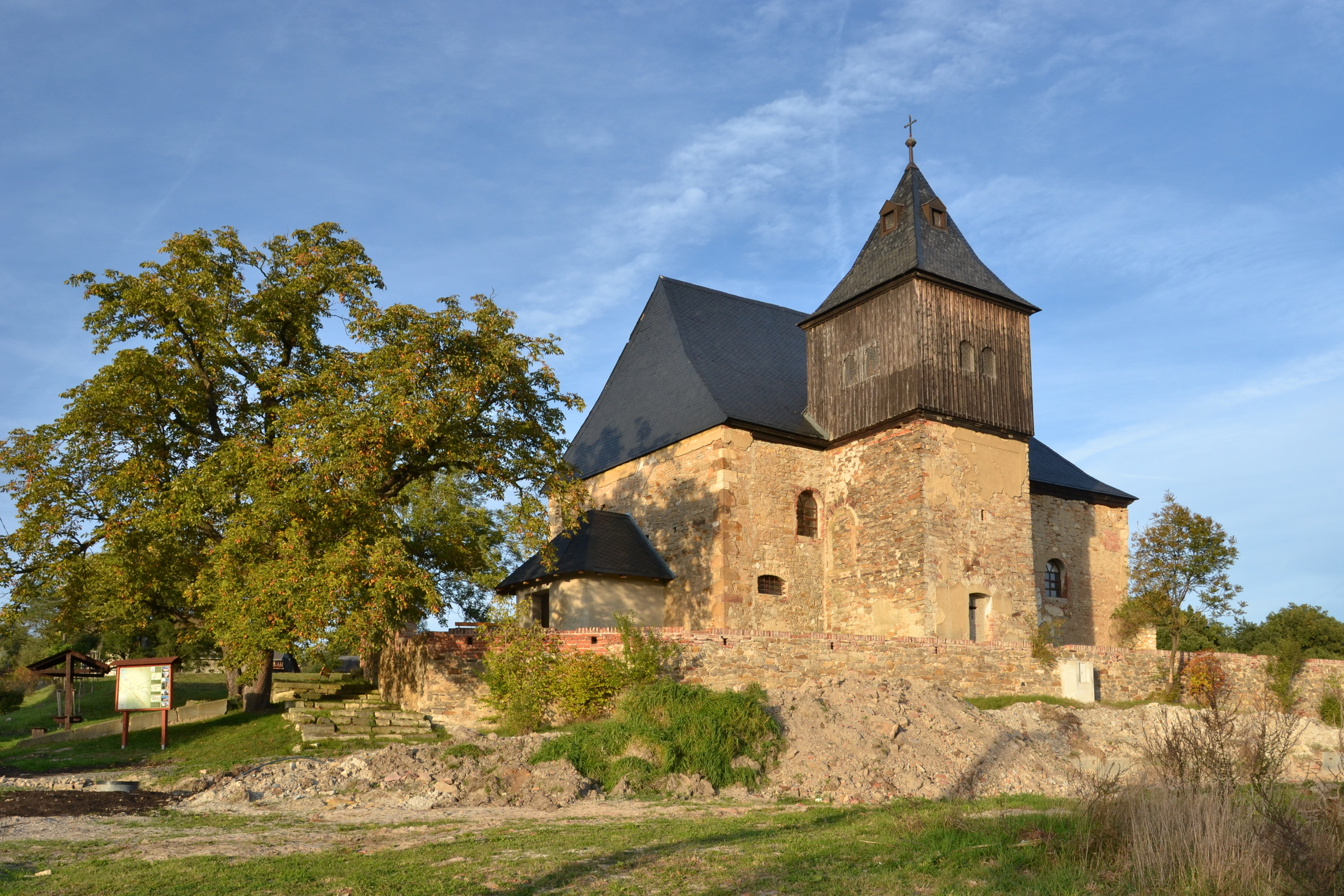
Kostel svatého Jakuba staršího

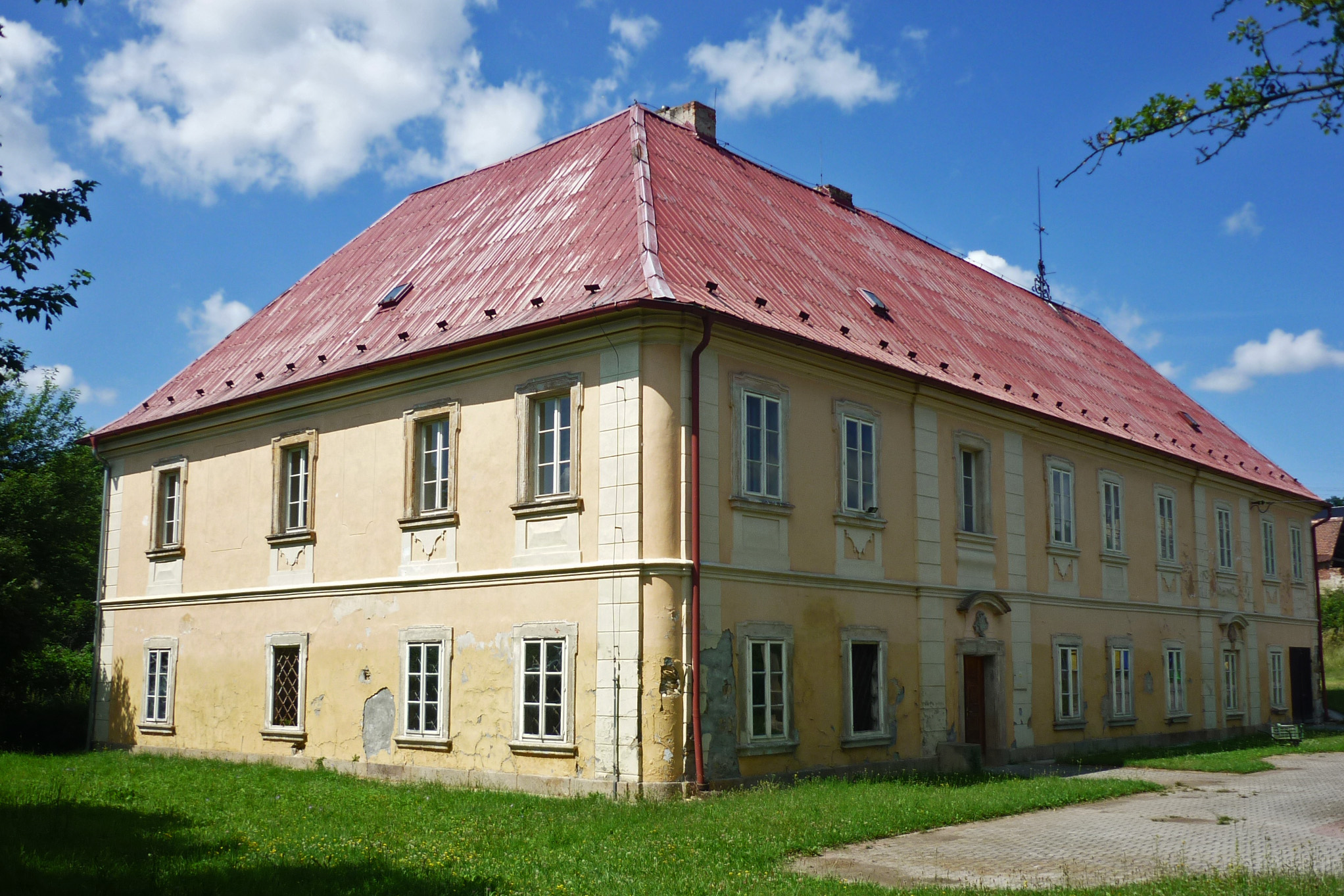
Zámek

Podle tereziánského katastru z roku 1748 ke vsi patřily chmelnice, fungovaly zde dva mlýny, z nichž jeden měl jedno kolo na stálé vodě a druhý dvě kola na nestálé vodě, a řemeslo provozovali dva ševci a krejčí. Přebytky obilí nakupovali projíždějící vozkové. Cisterciáci v polovině osmnáctého století založili u hospodářského dvora škrlský zámek. Klášter si jej udržel i po zrušení poddanství až do roku 1875, kdy jej odkoupila obec a zřídila v něm školu a kanceláře obecního úřadu. Ve dvacátém století byla část budovy upravena na byty.
V devatenáctém století se na pyritových výchozech zdejší uhelné sloje ročně těžila necelá jedna tuna nekvalitní železné rudy, která však usnadňovala tavení, a proto se při zpracování přidávala ke kvalitnějším rudám. U vesnice byl roku 1917 Uhelným těžařstvem Kurt G. otevřen také hnědouhelný důl Herrman, ale jeho provoz byl ukončen již před rokem 1920.
Půda v okolí vesnice stále patřila oseckému klášteru a mnoho obyvatel pracovalo na jeho poplužním dvoře. Pozemky na pravém břehu Chomutovky si od kláštera pronajímal baron Coudenhove. Roku 1893 byl založen sbor dobrovolných hasičů. Na konci devatenáctého století měřilo katastrální území Škrele 525 hektarů, z čehož tvořila pole 443 hektarů. K další zemědělské půdě patřilo 25 hektarů luk, třináct hektarů pastvin a šest hektarů zahrad. Pěstoval se ječmen, pšenice, brambory, luštěniny a okolo 13 000 metrických centů cukrové řepy ročně. Ve mlýně se ročně zpracovávalo 50–55 vagónů obilí.

### Dvacáté století
Panský velkostatek byl zrušen až při pozemkové reformě po první světové válce. Zbytkový statek s devadesáti hektary půdy poté koupil Josef Vladimír Pelant. Vodovod vesnice měla od počátku dvacátého století a k jeho pozůstatkům patří dva vodojemy nad vesnicí. Tento starý vodovod byl později nahrazen novým, zásobovaným z údlického vodojemu.
Vojenské akce druhé světové války se Škrle dotkly až v samotném závěru, kdy vesnici obsadily jednotky SS a 8. května 1945 se zde bránily přicházející Rudé armádě. Došlo při nich k materiálním škodám, a dokonce i ke ztrátám na životech. Po válce byli vysídleni němečtí obyvatelé, a celkový počet obyvatel se snížil z 270 v roce 1939 na 181 roku 1947. V první polovině padesátých let dvacátého století ve vsi fungovalo strojní zemědělské družstvo. Dne 15. října 1955 bylo založeno jednotné zemědělské družstvo s pěti členy. Další sedláci byli ke vstupu do družstva donuceni poté, co nedokázali plnit povinné výkupy. Nedařilo se ani družstvu, a proto bylo roku 1963 zrušeno a jeho majetek začleněn do státního statku Bílence. Ve stejném roce bylo založeno Myslivecké sdružení Škrle.
V osmdesátých letech dvacátého století byla existence vesnice ohrožena plánovaným zřízením Velemyšleveské výsypky. Z její realizace sice sešlo, ale v důsledku vyhlášené stavební uzávěry většina domů včetně kostela a hospodářského dvora velmi zchátrala. V dalším desetiletí si areál dvora a pozemky pronajala firma Agrocom Hrušovany. Za službami obyvatelé dojíždějí do Chomutova nebo okolních vesnic.

## Přírodní poměry
Škrle stojí uprostřed stejnojmenného katastrálního území o rozloze 5,7 km² u východní hranice okresu Chomutov v Ústeckém kraji. Vesnice se nachází dva kilometry jihovýchodně od Bílenců a devět kilometrů od Chomutova.

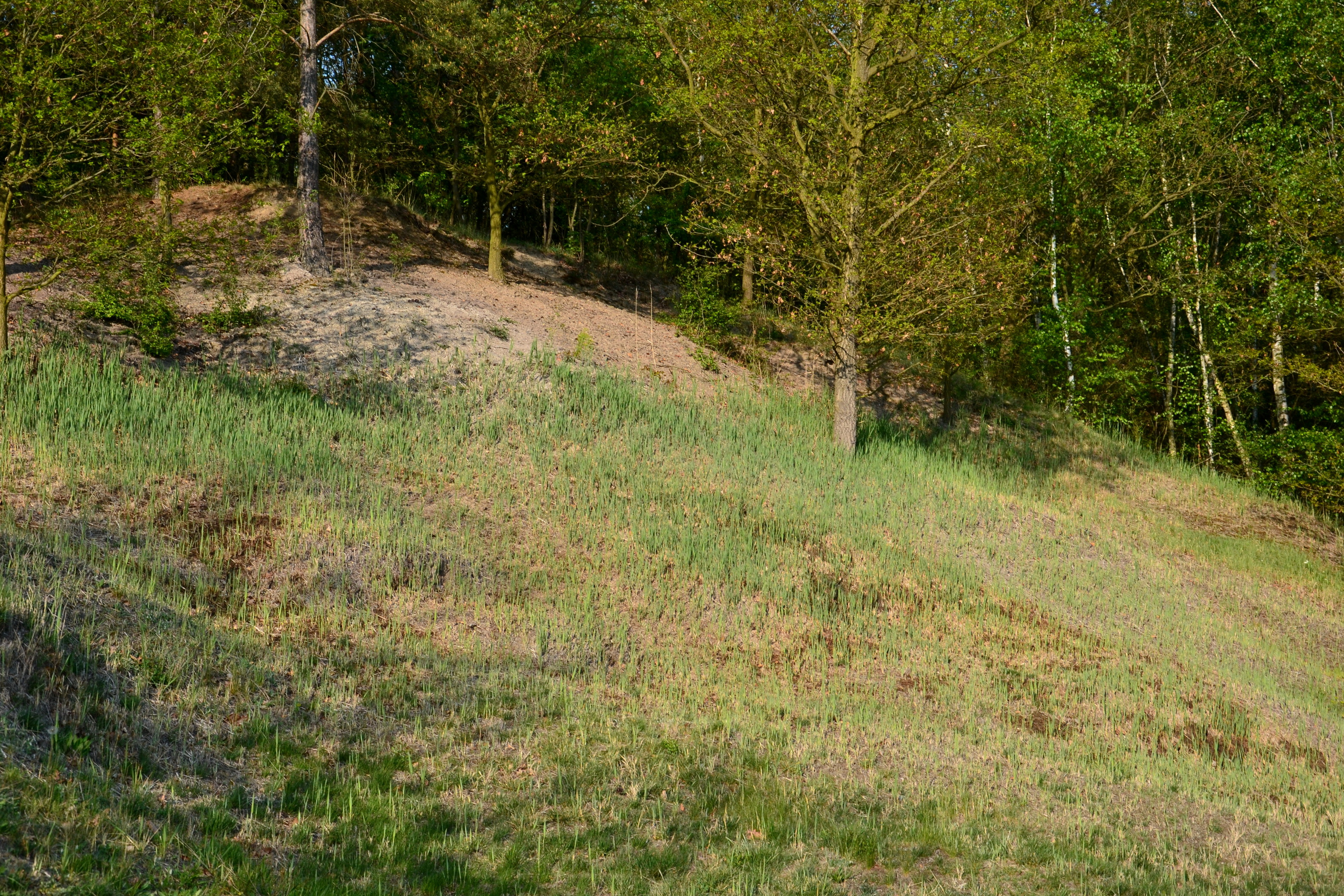
Slanisko u Škrle

Geologické podloží tvoří neogenní sedimenty: písky, štěrky a jíly, pod kterými jsou uložené hnědouhelné sloje. Do severní třetiny území zasahuje chráněné ložiskové území Škrle s výskytem nežáruvzdorných keramických jílů. V geomorfologickém členění Česka oblast leží v Mostecké pánvi na rozhraní dvou podcelků. Hranice mezi nimi vede mezi Chomutovkou a silnicí Nezabylice–Velemyšleves. Oblast severně od ní patří do podcelku Chomutovsko-teplická pánev a okrsku Jirkovská pánev, zatímco krajina jižně od silnice spadá do Blažimské plošiny v Žatecké pánvi. Osou území je údolí Chomutovky, jehož svahy se na pravé straně zdvihají mírně, zatímco na levém břehu stoupají strměji. Nejvyšším bodem je vrch Šibeník severně od vesnice s nadmořskou výškou 300 metrů. Nejnižší bod ve výšce okolo 250 metrů se nachází u řeky na východní hranici katastrálního území. V oblasti převládají dva půdní typy: na levém břehu řeky to je smonice modální na štěrcích, zatímco na pravém břehu převažuje černozem luvická, jejíž podloží tvoří spraše. Jediným vodním tokem je řeka Chomutovka.
V rámci Quittovy klasifikace podnebí se celé území nachází v teplé oblasti T2, pro kterou jsou typické průměrné teploty −2 až −3 °C v lednu a 18–19 °C v červenci. Roční úhrn srážek dosahuje 550–700 milimetrů, počet letních dnů je 50–60, počet mrazových dnů se pohybuje mezi 100–110 a sněhová pokrývka zde leží 40–50 dnů v roce.
Na západním okraji vesnice leží přírodní památka Slanisko u Škrle s výskytem xerotermních a halofilních rostlin. Halofilní rostliny rostou i mimo chráněné území. Na polní cestě k Voděradům byl v roce 2018 nalezen prorostlík nejtenčí a komonice zubatá a na několika místech jitrocel přímořský brvitý.

## Obyvatelstvo
Při sčítání lidu v roce 1921 zde žilo 340 obyvatel (z toho 171 mužů), z nichž bylo pět Čechoslováků a 335 Němců. Kromě jednoho evangelíka patřili k římskokatolické církvi. Podle sčítání lidu z roku 1930 měla vesnice 324 obyvatel: 62 Čechoslováků a 262 Němců. Pět lidí bylo členy evangelických církví, patnáct patřilo k církvi československé, osmnáct lidí bylo bez vyznání a ostatní se hlásili k římskokatolické církvi.
|                                                                       | 1869 | 1880 | 1890 | 1900 | 1910 | 1921 | 1930 | 1950 | 1961 | 1970 | 1980 | 1991 | 2001 | 2011 | 2021 |
| --------------------------------------------------------------------- | ---- | ---- | ---- | ---- | ---- | ---- | ---- | ---- | ---- | ---- | ---- | ---- | ---- | ---- | ---- |
| Obyvatelé                                                             | 247  | 295  | 284  | 325  | 326  | 340  | 324  | 154  | 162  | 146  | 116  | 84   | 86   | 102  | 86   |
| Domy                                                                  | 47   | 48   | 48   | 59   | 60   | 61   | 66   | 62   | .    | 29   | 28   | 30   | 28   | 29   | 34   |
| Počet domů z roku 1961 je zahrnut v celkovém počtu domů obce Bílence. |      |      |      |      |      |      |      |      |      |      |      |      |      |      |      |

## Obecní správa a politika

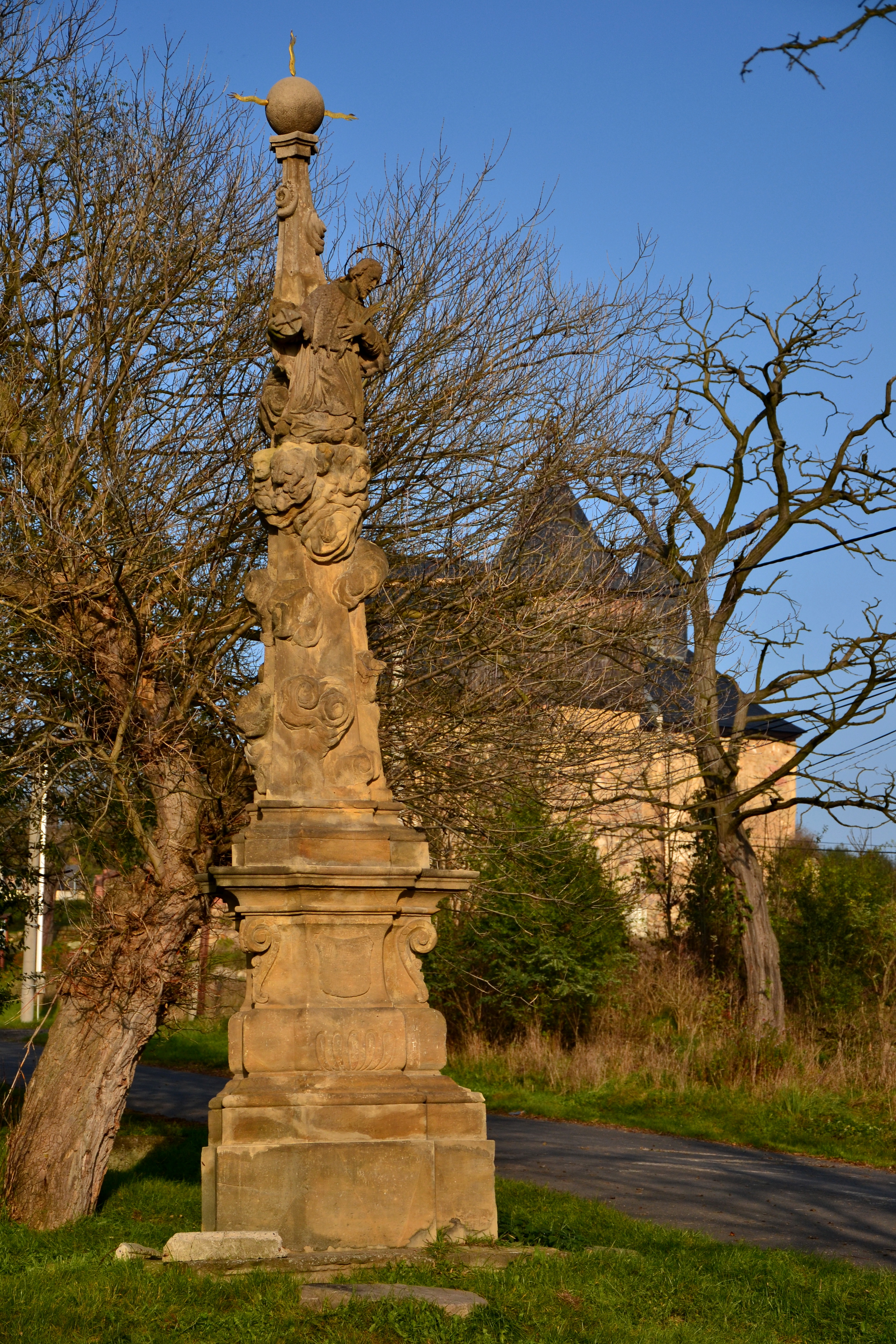
Socha svatého Jana Nepomuckého

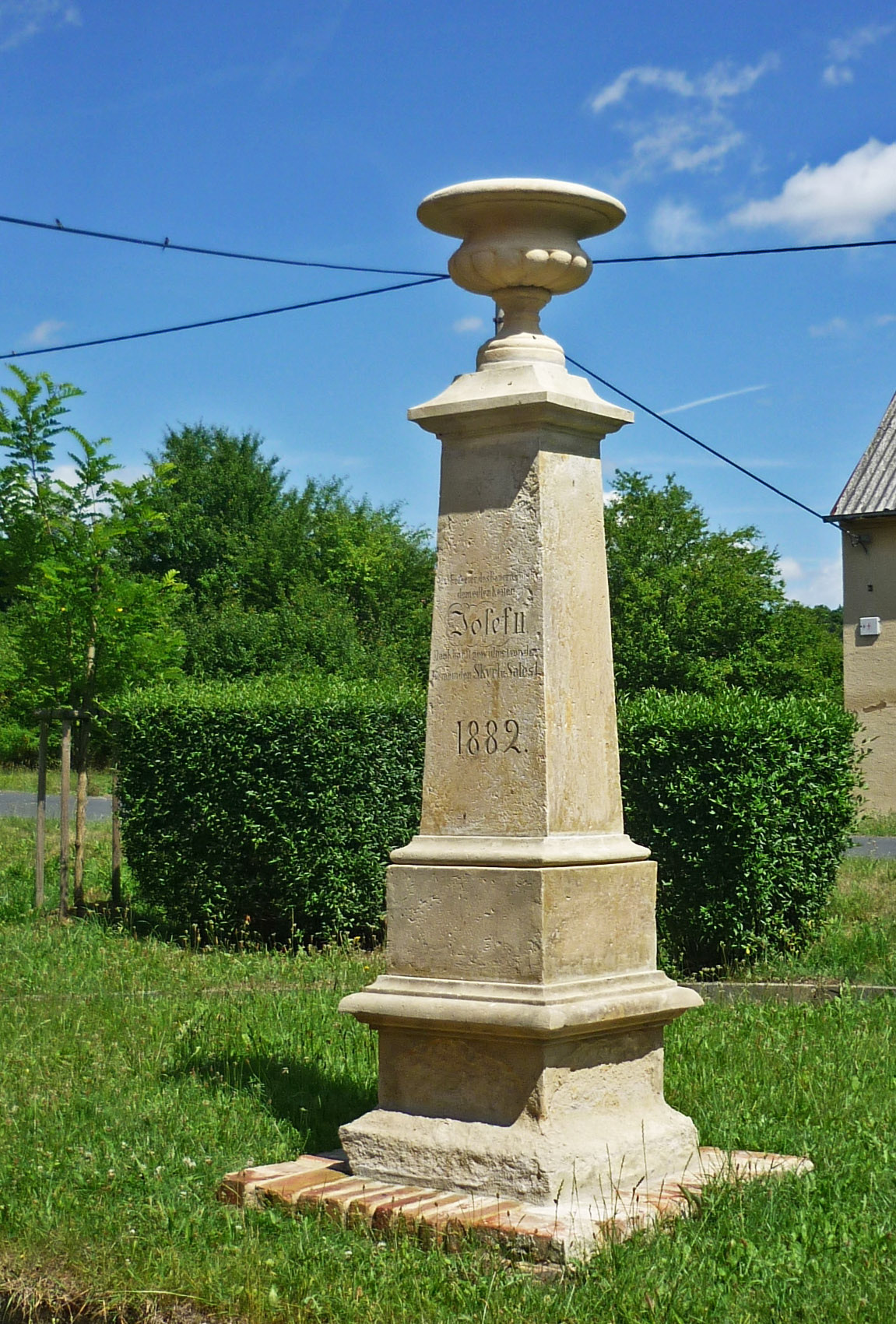
Obelisk císaře Josefa II.

Od roku 1850 byla Škrle samostatnou obcí, kterou zůstala až do roku 1960, kdy se stala částí obce Bílence.
Dne 22. května 1938 se konaly volby do obecních zastupitelstev. Z rozdělených 161 hlasů ve Škrli získaly 99 hlasů Sudetoněmecká strana, 35 hlasů Německá sociální demokracie, KSČ nezískala žádný hlas a 27 hlasů dostaly jiné české strany.

## Doprava
Škrle leží na křižovatce silnic silnic třetí třídy č. 25116 z Nezabylic do Velemyšlevsi a č. 25115 ze Škrle do Sušan. U jejich křižovatky stojí zastávka autobusové linkové dopravy. Nejbližší železniční stanice jsou Hořetice na trati Lužná u Rakovníka – Chomutov vzdálené asi čtyři kilometry. Po silnici do Velemyšlevsi vede značená cyklotrasa č. 3034 z Chomutova do Března u Postoloprt.

## Pamětihodnosti
Dominantou vesnice je barokně upravený kostel svatého Jakuba Staršího založený ve druhé polovině čtrnáctého století. Na levém břehu Chomutovky se nachází barokní zámek Škrle, před nímž je umístěn obelisk císaře Josefa II. s letopočtem 1882. Mezi zámkem a kostelem stojí sloup se sochou svatého Jana Nepomuckého z roku 1720. V části vesnice na pravém břehu řeky stojí budovy bývalého panského dvora a u křižovatky silnic boží muka z roku 1692.

## Osobnosti
Narodil se tu Josef Herold (1861–1932), politik německé národnosti, na počátku dvacátého století poslanec Českého zemského sněmu a Říšské rady; starosta Mostu.